# Klub langer Menschen
Der Klub langer Menschen Deutschland e. V. (KLM) ist ein Verein, der sich als Lobby für Menschen mit einer überdurchschnittlichen Körpergröße versteht.

## Geschichte
Er wurde am 17. April 1953 in München von vier Männern zunächst als Klub langer Männer gegründet, dann nach dem ersten Beitritt eines weiblichen Mitglieds im August desselben Jahres umbenannt in Klub langer Münchner, im Oktober 1953  nach Zuschriften und Beitritten aus anderen Städten erneut umbenannt zum endgültigen Namen. Voraussetzung für den Beitritt ist eine Körpergröße bei Frauen ab 1,80 m und bei Männern ab 1,90 m. In der Gründungszeit war eines der Hauptziele, eine Steuererleichterung für Menschen mit der genannten Größe zu bekommen. Dieser Versuch blieb jedoch erfolglos.
Die Beschaffung von Kleidungsstücken aus Serienfertigung war und ist eine weitere wichtige Aufgabe des Vereins. Durch Pressearbeit wurden die Hersteller auf die besonderen Bedürfnisse aufmerksam gemacht. Der KLM entwickelte sich anschließend zum Geselligkeitsverein mit nach eigenen Angaben etwa 2.000 Mitgliedern, der mit 18 Bezirken in allen großen Städten West-Deutschlands vertreten ist. Diese Bezirke bieten ein auf die Mitglieder abgestimmtes Veranstaltungsprogramm mit regelmäßigen regionalen, überregionalen und internationalen Treffen.
In den östlichen Bundesländern hatte sich der Klub der Großen gegründet, dessen Größenanforderungen jeweils 5 cm über denen des Klub Langer Menschen liegen. Außer in Deutschland gibt es Klubs in Österreich, den Niederlanden, Großbritannien, der Schweiz und in den USA  und Kanada. Die Clubs in Dänemark, Finnland, Norwegen und Frankreich (2018) haben sich in den letzten Jahren aufgelöst.

### Longinus Club in Österreich
Durch einen Artikel in einer Illustrierten wurde eines der Gründungsmitglieder des Longinus Clubs auf die in Deutschland existierende Vereinigung „Klub langer Menschen“ aufmerksam. Am 23. Februar 1956 erschien im „Neuen Kurier“ ein ausführlicher Artikel über große Menschen mit dem Ziel, einen eigenen Club in Wien zu gründen und am 26. April 1956 die Gründungsversammlung für den LONGINUS-CLUB Wien im Café Schottenring statt. Seither gab es nationale und internationale Veranstaltungen mit bis zu 850 Teilnehmern (Europatreffen 1992).